# Am Rio de la Plata
Am Rio de la Plata ist der erste von zwei zusammenhängenden Südamerika-Romanen (der zweite heißt In den Cordilleren), die Karl May in den Jahren 1888 bis 1890 schrieb. Ursprünglich wurden beide Teile von 1889 bis 1891 unter dem Titel El Sendador in der Zeitschrift Deutscher Hausschatz in Wort und Bild veröffentlicht, im April 1894 erschien die erste Buchausgabe. Die Unterschiede zwischen Zeitschriften- und Buchfassung sind nur geringfügig.
1910 erschien eine illustrierte Ausgabe mit Bildern von Claus Bergen.

## Inhalt
Der Band besteht aus 5 Kapiteln:
- Erstes Kapitel: In Montevideo
- Zweites Kapitel: Bei den Bolamännern
- Drittes Kapitel: Bruder Jaguar
- Viertes Kapitel: In der Höhle des Löwen
- Fünftes Kapitel: Der Pampero

Der Ich-Erzähler (der nur an einer Stelle Charley genannt wird, ansonsten aber offenbar keinen Namen hat) befindet sich am Anfang der Erzählung in Montevideo, wo er mit einem Oberst Latorre verwechselt wird, der allem Anschein nach zu einer Gruppe von Aufständischen gehört. Der Erzähler, der mit der Innenpolitik des Landes nichts zu tun haben will, verlässt Montevideo mit einer Gruppe von Teesammlern unter Leitung eines Sennor Monteso. Dieser will den Erzähler überreden, einen geheimen Inka-Schatz zu suchen. Ein Kipu – eine Knotenschrift – mit einer Wegbeschreibung zum Schatz kann vom Besitzer derselben, einem berühmten Sendador namens Geronimo Sabuco, nicht entziffert werden. Der Ich-Erzähler ist misstrauisch gegen die Teesammler, stimmt aber zu, weil er die Sache interessant findet.
Auf dem Weg zum Sendador wird der Gruppe erneut die Ähnlichkeit des Erzählers mit diesem Latorre zum Verhängnis und sie entgehen nur knapp verschiedenen Anschlägen.
Auf einem Rancho treffen sie Bruder Jaguar bei einem Sterbenden, der bezeugt, dass er damals beobachtet habe, wie der Sendador einen Mord beging, um die Knotenschrift an sich zu nehmen. Der Vater Jaguar schließt sich der Reisegesellschaft an. Wenig später stößt auch noch Frick Turnerstick mit seinem Steuermann Larsen zu der Gruppe. Mit einer List befreien sie sich bald aus der Gefangenschaft Lopez Jordans und reisen über Buenos Aires weiter nach Corrientes. Allerdings verunglückt ihr Schiff und auf dem Rancho, den sie aufsuchen, werden sie wieder von Lopez Jordan umstellt. Gemeinsam mit Gomarra gelingt ihnen aber die Flucht.
Gomarra berichtet, dass sein Bruder einst ermordet wurde, als er beobachtete, wie ein Unbekannter Kipus versteckt hat. Der Beweis, dass jener Unbekannte niemand anderes als der Sendador gewesen sei, bringt Gomarra auf die Seite der Gesellschaft und man stellt gemeinsam den Verfolgern eine Falle im Sumpf. Die Jordanisten können von Regierungstruppen gefangen genommen werden.

## Vertonungen
2009 wurde der Band in der Bearbeitung des Karl-May-Verlags als Hörbuch eingesprochen. Sprecher war Heiko Grauel.